# Classe Garcia
La classe Garcia, est une classe de onze frégates de l'US Navy construits entre 1962 et 1968 pour suivre la classe Bronstein et actifs entre 1964 et 1990.

## Liste des navires
| Nom                  | Numéro  | Constructeur                                            | Mise en service Retrait du service | Destin                                  | Lien |
| -------------------- | ------- | ------------------------------------------------------- | ---------------------------------- | --------------------------------------- | ---- |
| USS Garcia           | FF-1040 | Bethlehem Steel, San Francisco                          | 1964–1989                          |                                         |      |
| USS Bradley          | FF-1041 | Bethlehem Steel, San Francisco                          | 1965–1988                          | Vendu au Brésil comme Pernambuco (D 30) |      |
| USS Edward McDonnell | FF-1043 | Chantier naval Avondale, Louisiane                      | 1965–1988                          |                                         |      |
| USS Brumby           | FF-1044 | Avondale Shipyard, Louisiane                            | 1965–1989                          |                                         |      |
| USS Davidson         | FF-1045 | Avondale Shipyard, Louisiana                            | 1965–1988                          | Vendu au Brésil comme Paraiba (D28)     |      |
| USS Voge             | FF-1047 | Defoe Shipbuilding Company, Michigan                    | 1966–1989                          |                                         |      |
| USS Sample           | FF-1048 | Lockheed Shipbuilding and Construction Company, Seattle | 1968–1988                          | Vendu comme Paraná (D 29), 2001         |      |
| USS Koelsch          | FF-1049 | Defoe Shipbuilding Company, Michigan                    | 1967–1989                          |                                         |      |
| USS Albert David     | FF-1050 | Lockheed Shipbuilding and Construction Company Seattle  | 1968–1989                          | Vendu comme Pará (D 27), 2001           |      |
| USS O'Callahan       | FF-1051 | Defoe Shipbuilding Company, Michigan                    | 1968–1988                          |                                         |      |
| USS Glover           | FF-1098 | Bath Iron Works                                         | 1965–1990                          |                                         |      |